# Wojskowy port przeładunkowy paliw płynnych we Wrocławiu
Wojskowy port przeładunkowy paliw płynnych położony jest we Wrocławiu, na osiedlu Kowale, przy Kanale Żeglugowym, tuż powyżej wejścia do Wrocławskiej Stoczni Rzecznej. Zlokalizowany jest na prawym brzegu kanału. Port posiada jeden basen portowy. Na terenie znajduje się bocznica kolejowa. Wejście do portu zabezpieczone jest bramą z siatki stalowej. Wojskowa Składnica MPiS posiada między innymi składy materiałów pędnych. Podlega Jednostce Wojskowej nr 1946, 6 Rejonowa Baza Materiałowa – Wrocław, Skład Materiałowy – Wrocław-Kowale.